# Sapsan

Carte du réseau (voir la carte interactive)

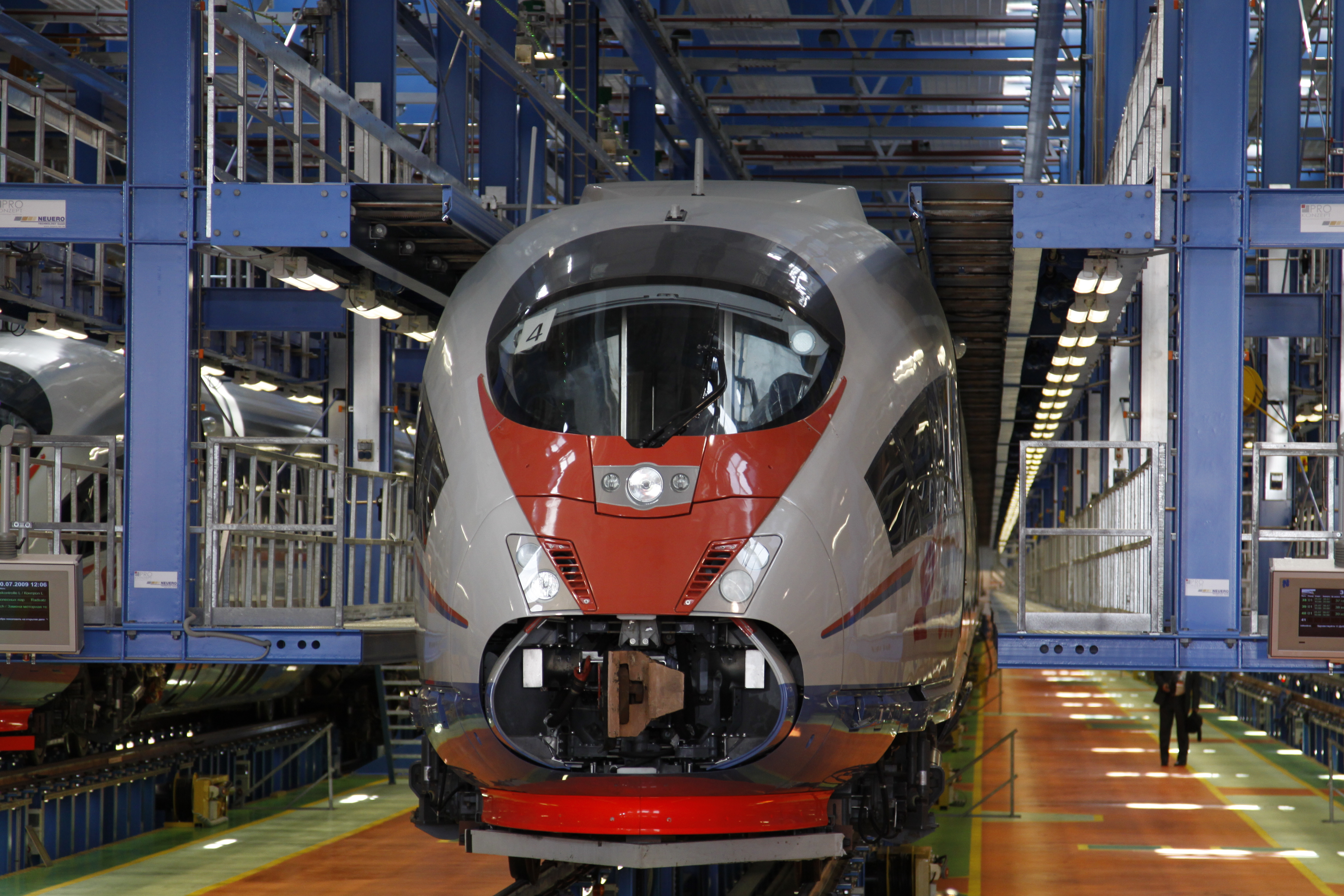
Rame au dépôt.

Le Sapsan (qui signifie en français Faucon pèlerin), en cyrillique Сапсан, est un service commercial ferroviaire russe, qui utilise depuis sa création des rames à grande vitesse Velaro RUS. Ces rames, construites par Siemens, sont spécialement conçues pour rouler jusqu'à 250 km/h, sur une voie d'écartement large (1 520 mm), et par des températures très froides allant jusqu'à −40 °C.
L'exploitation commerciale a commencé le 17 décembre 2009, sur la ligne Saint-Pétersbourg – Moscou qui a été adaptée à la grande vitesse. Le service relie la gare de Leningrad, à Moscou, à la gare de Moscou, à Saint-Pétersbourg, en 3 h 45 (auparavant, pour les trains les plus rapides, le trajet s'effectuait en 4 h 30), à raison de trois allers-retours quotidiens.

## Historique
Le 15 mars 2009, le Sapsan atteint la vitesse de 180 km/h lors d'un essai. Les tests de freinage ont été effectués sur le circuit d'expérimentation de Chtcherbinka, aux alentours de Moscou. Sous le contrôle des RJD (Chemins de fer russes), d'autres essais sont réalisés, notamment des tests sur le comportement du Sapsan et des systèmes électriques à une vitesse de 275 km/h.
Le premier voyage commercial reliant Moscou à Saint-Pétersbourg a lieu le 17 décembre 2009 entre la gare de Leningrad de Moscou et la gare de Moscou de Saint-Pétersbourg.
La Compagnie ferroviaire de Russie a pris l'engagement de proposer des tarifs moins onéreux que l'avion, toutefois, le tarif de 4 000 roubles en classe économique reste très coûteux, en Russie le salaire moyen s'élevant à 30 000 roubles en 2008.
La construction d’une ligne à grande vitesse permettra de réduire la durée du trajet à deux heures[réf. souhaitée].

## Caractéristiques

### Vitesse
Ce train détient aussi le record de vitesse sur rail en Russie depuis le 2 mai 2009 avec 281 km/h.

## Gares desservies
Sapsan dessert les 8 gares suivantes mais tous les trains ne s'arrêtent pas dans toutes les gares intermédiaires. Certaines liaisons entre Moscou et Saint-Pétersbourg sont directes.
- Moscou-Leningrad (Ленингра́дский вокза́л)
- Tver
- Vychni Volotchek
- Bologoïe
- Uglovka
- Okoulovka
- Tchoudovo
- Saint-Pétersbourg-Gare-de-Moscou (Московский вокзал)

## Matériel roulant

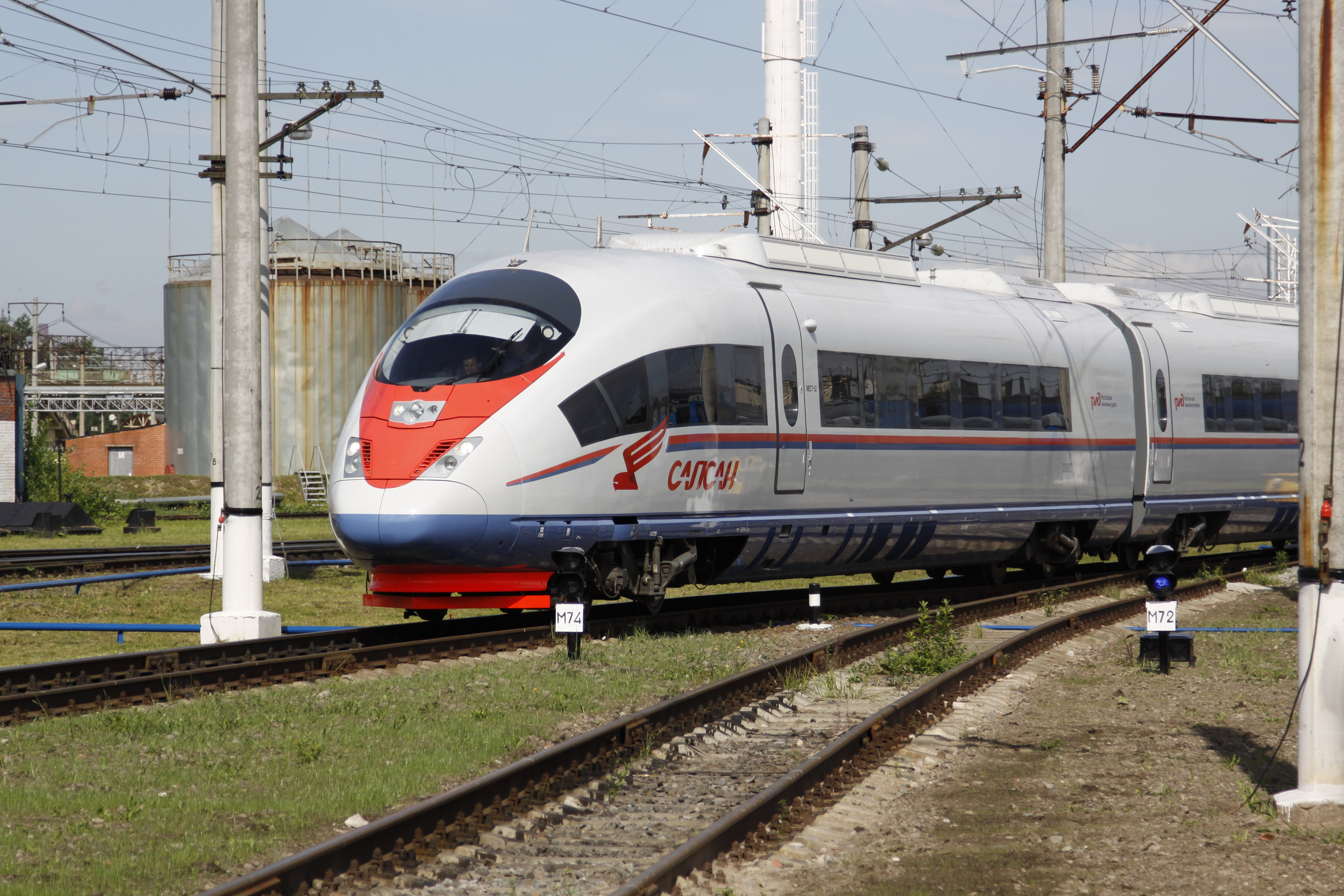
Rame EVS2-02

La flotte comporte huit rames de dix voitures chacune, commandées pour 276 millions d'euros en mai 2006 à Siemens. RZD a commandé début 2012, huit rames supplémentaires pour livraison à partir de janvier 2014.
Il s'agit d'une version développée à partir des ICE3 de la DB et des Velaro E de la Renfe. Chaque rame mesure 250 m de long et comporte 604 places. Quatre trains monocourant (3 000 V en courant continu) assurent le service entre Moscou et Saint-Pétersbourg à 250 km/h  et quatre trains bicourant (3 000 V en courant continu et 25 kV en courant alternatif à 50 Hz) opéraient sur la ligne Moscou - Nijni Novgorod à 160 km/h.

## Conséquences de l'arrivée du Sapsan
Depuis l'arrivée du Sapsan, certaines liaisons omnibus bon marché ont été supprimées. Il subit dans les premiers mois, des jets de pierres, des tirs de fusil, et des sabotages des caténaires.
Selon L'Express, entre Moscou et Saint-Pétersbourg, le train circule sur une voie classique, sans sécurisation des abords et avec des passages à niveau. Certains passages à niveau sont fermés très longtemps avant le passage du train, afin d'éviter les accidents, ce qui coupe en deux le village de Tchouprianovka, empêchant parfois de passer d'un côté à l'autre pendant plus d'une heure. L'absence de barrières pour empêcher l'accès aux voies et les passages à niveau entraîne de nombreuses traversées dangereuses de piétons, causant la mort d'une dizaine de personnes depuis la mise en service du Sapsan.